# Parafia Świętych Apostołów Piotra i Pawła w Sędziszowie
Parafia Świętych Apostołów Piotra i Pawła – parafia rzymskokatolicka w Sędziszowie. Erygowana w 1662. Należy do dekanatu sędziszowskiego diecezji kieleckiej.